# Daniel Quillen
Daniel Gray Quillen (* 22. června 1940 New Jersey, USA – 30. dubna 2011 Gainesville, USA) byl americký matematik. Zpočátku se zabýval zejména parciálními diferenciálními rovnicemi, později především topologií, algebraickou geometrií a reprezentací grup. V roce 1978 získal Fieldsovu medaili.